# Südösterbottnischer Dialekt

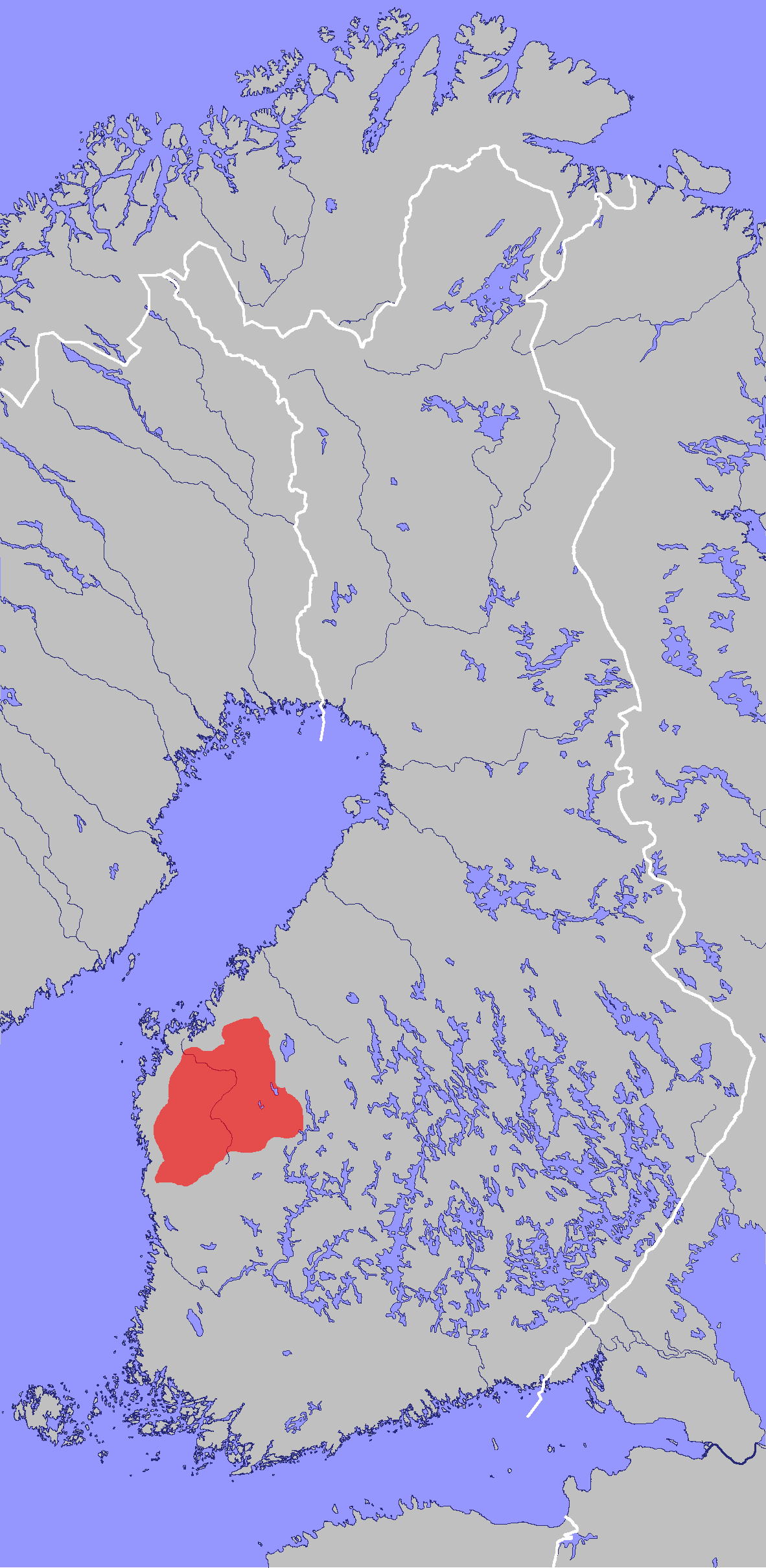
Verbreitungsgebiet des südösterbottnischen Dialekts

Der Südösterbottnische Dialekt (finn. eteläpohjalainen murre) ist ein Dialekt der finnischen Sprache. Er gehört zu den westfinnischen Dialekten.
Das Verbreitungsgebiet des südösterbottnischen Dialekts ist weitgehend deckungsgleich mit der Landschaft Südösterbotten. Nur im Osten Südösterbottens trennt ein Streifen, in dem Savo-Dialekte gesprochen werden, die südösterbottnischen von den mittel- und nordösterbottnischen Dialekten. Im Westen grenzt das Verbreitungsgebiet des Dialekts an den schwedischsprachigen Küstenstreifen. Auch gegenüber den Häme-Dialekten im Süden ist die Grenze recht deutlich. Die in Südösterbotten gesprochene Sprache ist so einheitlich, dass von einem einzelnen Dialekt statt einer Dialektgruppe die Rede sein kann.

## Sprachliche Merkmale
Die Unterschiede zwischen den südösterbottnischen Dialekten und der finnischen Standardsprache sind hauptsächlich phonologischer Natur. Die wichtigsten Merkmale, die die südösterbottnischen Dialekte charakterisieren, sind:
- Die wichtigste Isoglosse zwischen west- und ostfinnischen Dialekten ist die Entsprechung von schriftsprachlichem d. Im südösterbottnischen Dialekt ist dieser Laut durchgängig durch ein r ersetzt worden (teherä statt tehdä „machen“).
- Schriftsprachlichem ts entspricht tt, das nicht dem Stufenwechsel unterliegt (mettä – mettän statt metsä – metsän „der Wald – des Waldes“).
- Intervokalisches h ist anders als in der Schriftsprache in unbetonter Stellung erhalten geblieben (rikkahus statt rikkaus „Reichtum“). Der ursprüngliche erste Vokal schwindet, wenn er mit dem zweiten Vokal identisch ist (tuphan statt tupaan „in die Stube“).
- Verbindungen von l, h und n mit einem anderen Konsonanten werden durch Einfügung eines Vokals aufgelöst (ilima statt ilma „Luft“).
- Nach einer kurzen betonten Silbe wird ein kurzer Vokal lang (isoon taloon statt ison talon „des großen Hauses“).
- Diphthonge mit i als zweiter Bestandteil werden in unbetonten Silben zu Langvokalen (punaanen statt punainen „rot“).
- Schriftsprachlichem tv entspricht teils rv, teils lv (larva oder lalava statt latva „Baumwipfel“).
- Am Wort- und Silbenende wird s vor stimmhaftem Konsonanten zu h (kirkah vesi statt kirkas vesi „klares Wasser“).
- Eine Gruppe von Substantiven endet abweichend von der Schriftsprache auf -s (venes statt vene „Boot“).
- Der Inessiv hat in der Regel die Endung -s (taloos statt talossa „im Haus“), zeigt aber bei Pronomina und in Verbindung mit Possessivsuffixen die eigentümliche Endung -hna/-hnä (mihinä statt missä „wo“, päähnäni statt päässäni „in meinem Kopf“).
- Verben mit einem Stamm auf -e ändern in der dritten Person Singular die Endung von -ee zu -oo bzw. -öö (tuloo statt tulee „er kommt“).
- Die erste und zweite Person Plural haben im Präsens und Imperfekt unterschiedliche Personalendungen (saamma – saima statt saamme – saimme „wir bekommen – wir bekamen“).